# Domenico De Robertis
Domenico De Robertis (Firenze, 18 gennaio 1921 – Firenze, 17 febbraio 2011) è stato un critico letterario e filologo italiano.

## Biografia
Figlio di Giuseppe De Robertis, anch'egli critico letterario, si laureò a Firenze con Mario Casella e fu discepolo di Gianfranco Contini. Libero docente nel 1956, insegnò nelle università degli Studi di Torino, Cagliari, Pavia e poi, a lungo, a Firenze. Accademico della Crusca, di cui diresse il Centro di Studi di Filologia Italiana e la rivista Studi di Filologia Italiana, 
dedicò il suo primo importante lavoro al Canzoniere Escorialense (1954), manoscritto di origine veneta, conservato presso la Biblioteca di El Escorial, di cui dimostrò l'importanza per lo studio dei poeti stilnovisti, in particolare di Cino da Pistoia, e delle rime di Dante Alighieri. Sugli stilnovisti continuò a lavorare, pubblicando tra l'altro nel 1986 un'edizione commentata delle rime di Guido Cavalcanti, mentre nell'ambito degli studi danteschi pubblicò nel 1961 una monografia sulla Vita nuova e nel 2002 la monumentale edizione critica in 5 tomi delle Rime, di cui diede nel 2005 anche una edizione minore commentata. 
Fu tra i primi a considerare i canzonieri come strutture organiche anziché semplici contenitori di testi.
Dedicò anche studi al Petrarca, al Morgante di Luigi Pulci, alla poesia del Quattrocento e ai Cantari, narrazioni novellistiche in versi diffuse fra Tre e Quattrocento. Pubblicò, inoltre, una nuova edizione ampliata del commento del padre Giuseppe ai Canti di Leopardi (1978) e poi una edizione critica degli stessi (1984). In ambito novecentesco fu studioso di Dino Campana e di Ungaretti.

## Pubblicazioni (scelta)
- Manzoni tra meditare e sentire in Il Romanticismo, Atti del sesto Congresso dell'Associazione Internazionale per gli studi di lingua e letteratura Italiana (Budapest e Venezia, 10-17 Ottobre 1967) [5]
- La favola di Renzo («Promessi Sposi», XVII), «Cenobio», XXXV, 4, 1986, pp. 331-356
- Il Canzoniere escorialense e la tradizione veneziana delle rime dello stil novo, Torino, Loescher, 1954 (Giornale storico della letteratura italiana, Suppl. 27).
- Storia del Morgante, Firenze, Le Monnier, 1958.
- Dino Campana, Taccuinetto faentino (a cura di) con prefazione di Enrico Falqui, Firenze, Vallecchi, 1960.
- Il libro della Vita nuova, Firenze, Sansoni, 1961 (2ª ed. accresciuta 1970).
- Luigi Pulci, Morgante e le lettere (a cura di), Firenze, Sansoni, 1962.
- L'esperienza poetica del Quattrocento, in Storia della letteratura italiana, direttori Emilio Cecchi e Natalino Sapegno, Milano, Garzanti, 1966, vol. 3, Il Quattrocento e l'Ariosto, p. 357-784.
- Il più lungo giorno, riproduzione anastatica del manoscritto ritrovato dei Canti orfici (testo critico a cura di), Firenze, Vallecchi, 1973.
- Carte d'identità, Milano, Il saggiatore, 1974.
- Antonio Manetti, Vita di Filippo Brunelleschi, preceduta da La novella del Grasso (a cura di), Milano, Il polifilo, 1976.
- Sonetti e canzoni di diversi antichi autori toscani (a cura di), Firenze, Le Lettere, 1977.
- Editi e rari. Studi sulla tradizione letteraria tra Tre e Cinquecento, Milano, Feltrinelli, 1978.
- Giacomo Leopardi, Canti, a cura di Giuseppe e Domenico De Robertis, Milano, Mondadori, 1978.
- Dante Alighieri, Vita nuova (a cura di), Milano, Ricciardi, 1980.
- Canti di Giacomo Leopardi, edizione critica e autografi (a cura di), Milano, Il polifilo, 1984.
- Guido Cavalcanti, Rime, con le rime di Iacopo Cavalcanti (a cura di), Torino, Einaudi, 1986 (ristampa anastatica a cura di G. Marrani e N. Tonelli, Milano, Ledizioni, 2012).
- Memoriale petrarchesco, Roma, Bulzoni, 1997.
- Dal primo all'ultimo Dante, Firenze, Le Lettere, 2001.
- Dante Alighieri, Rime, Firenze, Le Lettere, 2002, 5 vol.
- Dante Alighieri, Rime, edizione commentata (a cura di), Firenze, Edizioni del Galluzzo, 2005.
- Dante, le Rime in breve, Colle di Val d'Elsa (SI), Tip. Vanzi, 2012.

La Bibliografia completa di Domenico De Robertis si può consultare in Ricordo di Domenico De Robertis, Atti delle giornate in memoria, Firenze Aula Magna del Rettorato, 9-10 febbraio 2012, a cura di Carla Molinari e Giuliano Tanturli, Lecce, Pensa MultiMedia, 2013, pp. 235–264.